# Head of the Harbor
Head of the Harbor ist ein Ort an der Nordküste von Long Island im US-Bundesstaat New York. Es hat den Status eines incorporated village und gehört zu Smithtown im Suffolk County. Nach dem Census von 2010 hatte das Dorf 1472 Einwohner.

## Geographie

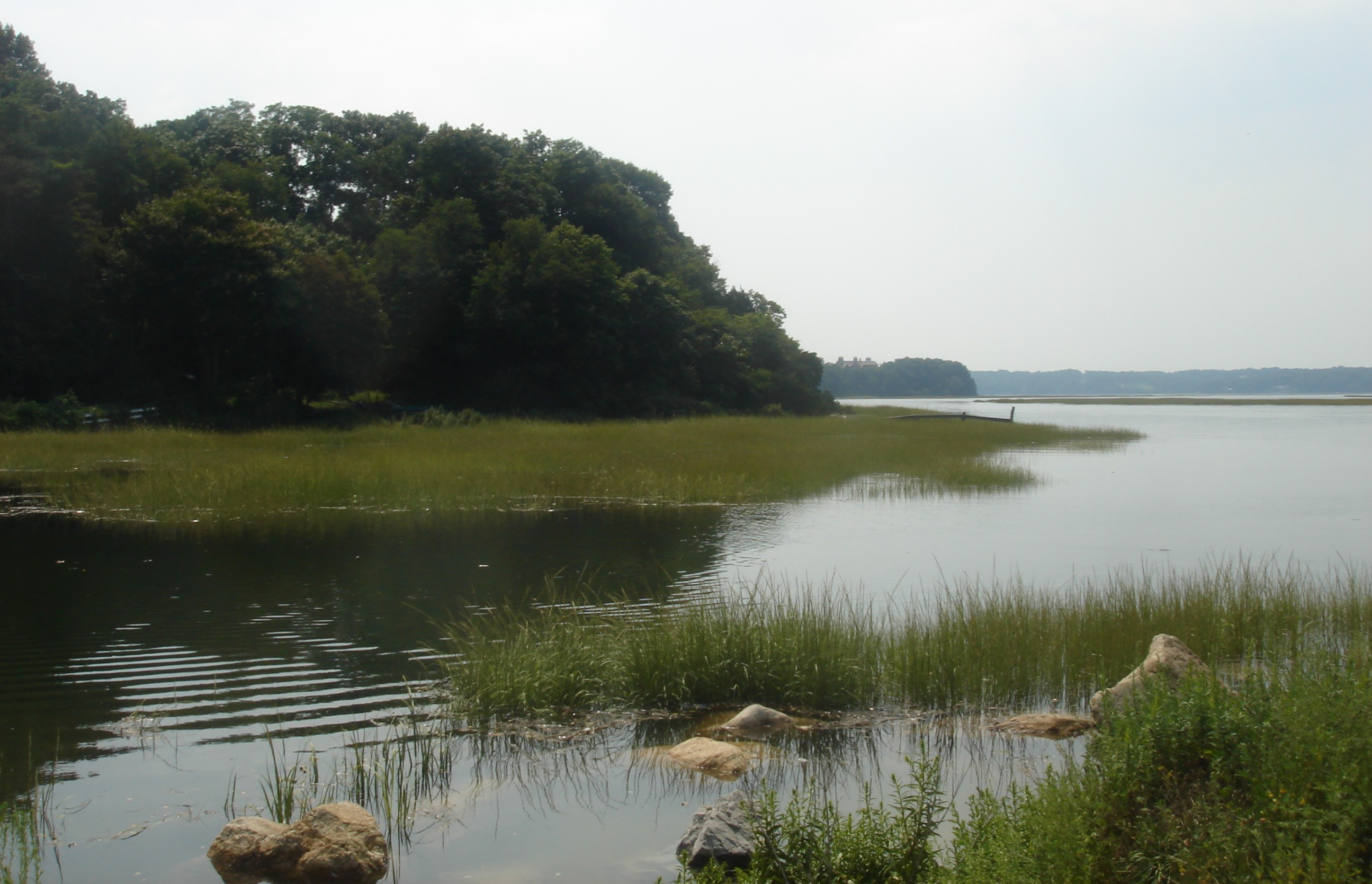
Die Bucht

Head of the Harbor hat eine Fläche von 7,9 km², davon 7,3 km² Land- und 0,6 km² Wasserfläche. Es liegt nicht direkt am Long-Island-Sund, sondern einer sumpfigen Bucht, dem Stony Brook Harbor. Es grenzt östlich an Stony Brook, südlich an St. James, südwestlich an den Hauptort von Smithtown und nordwestlich an Nissequogue an.
Im Süden des Dorfgebiets befindet sich in die von St. James übergehende dichtere Bebauung, der Großteil besteht jedoch aus dünn besiedeltem Waldgebiet und einigen landwirtschaftlich, vor allem für Weinberge, genutzten Flächen.

## Geschichte
Die erste Bebauung durch europäische Siedler begann 1677 durch Adam Smith, den Sohn des Gründers von Smithtown, Richard Smith. Das Dorfgebiet wurde damals zum Stony Brook Neck gezählt und die Bucht Three Sisters Harbor genannt. Der Name (englisch für Kopf oder Spitze des Hafens) bezieht sich auf die Lage am südwestlichen Ende der Bucht. Die Inkorporation erfolgte 1928.

## Kultur und Sehenswürdigkeiten
In Head of the Harbor sind viele Farm- und Wohnhäuser aus dem 19. Jahrhundert erhalten, weshalb sich das Dorf als Historic Village bezeichnet.

## Infrastruktur
Der Haltepunkt der Long-Island-Rail-Road-Strecke zwischen Port Jefferson und Penn Station befindet sich direkt an der Grenze zu Head of the Harbor.

## Bedeutende Personen
- Robert Mercer (* 1946), Informatiker, Multimilliardär, Hedgefonds-Manager und einer der einflussreichsten Unterstützer Donald Trumps.[1]
- James Simons (1938–2024), Mathematiker und Hedgefonds-Manager